# 1re rocade sud d'Oran
La 1re rocade sud d'Oran, aussi appelée le 4e boulevard périphérique d'Oran, est une rocade de 2x2 voies d'une distance de 22 km, reliant Aïn Témouchent et Mostaganem sans passer par la ville d'Oran. Elle compte douze ouvrages d'art dont huit échangeurs et quatre ponts, ainsi que deux trémies.

## Sorties
- Échangeur entre N2 et entrée de la 1re rocade sud d'Oran
- W73 intersection Ain el-Baïda / Oran
- N2A Porte village Es-senia / Oran
- W33 déviation zone industrielle Es-senia/ El Barki
- Échangeur entre N4 et A62 Oran par El Bahia/ Entrée de la pénétrante
- W35 intersection Cité Amir Abdelkader
- W46 intersection Hai Sabah / Sidi Maarouf
- W74 intersection Hai Chahid Mahmoud / Bir El Djir
- N11  intersection Mostaganem / Oran par Bir El Djir
- W75 Fin de la 1re rocade sud d'Oran au rond-point Canastel